# Port Coquitlam (circonscription britanno-colombienne)
Pour les articles homonymes, voir Coquitlam (homonymie).
Circonscription électorale provinciale du Canada
Port Coquitlam est une circonscription provinciale de la Colombie-Britannique représentée à l'Assemblée législative de la Colombie-Britannique de 1991 à 2001 et depuis 2009.

## Géographie
En 2020, la circonscription représente la ville de Port Coquitlam dans le Grand Vancouver.

## Liste des députés
| Législature                                               | Années                                                    | Député                                                    | Député                                                    | Parti                                                     |
| Port Coquitlam Circonscription issue de South Peace River | Port Coquitlam Circonscription issue de South Peace River | Port Coquitlam Circonscription issue de South Peace River | Port Coquitlam Circonscription issue de South Peace River | Port Coquitlam Circonscription issue de South Peace River |
| --------------------------------------------------------- | --------------------------------------------------------- | --------------------------------------------------------- | --------------------------------------------------------- | --------------------------------------------------------- |
| 35e                                                       | 1991–1996                                                 |                                                           | Mike Farnworth (en)                                       | Néo-démocrate                                             |
| 36e                                                       | 1996-2001                                                 |                                                           | Mike Farnworth (en)                                       | Néo-démocrate                                             |
| Port Coquitlam-Burke Mountain (2001-2009)                 |                                                           |                                                           |                                                           |                                                           |
| 39e                                                       | 2009–2013                                                 |                                                           | Mike Farnworth (en)                                       | Néo-démocrate                                             |
| 40e                                                       | 2013–2017                                                 |                                                           | Mike Farnworth (en)                                       | Néo-démocrate                                             |
| 41e                                                       | 2017–2020                                                 |                                                           | Mike Farnworth (en)                                       | Néo-démocrate                                             |
| 42e                                                       | 2020–2024                                                 |                                                           | Mike Farnworth (en)                                       | Néo-démocrate                                             |
| 43e                                                       | 2024–en cours                                             |                                                           | Mike Farnworth (en)                                       | Néo-démocrate                                             |

## Résultats électoraux
Depuis 2009
1991-2001

Frontière de la circonscription en 2015.
Frontière de la circonscription en 2023.